# Christian Schiemann
Christian Ludvig Adolph Schiemann, född 10 november 1824 i Köpenhamn, död 22 april 1915, var en dansk oboist, 1851–1874 gift med Augusta Schiemann.
Schiemann studerade ursprungligen piano och violin, men inriktade sig från tolvårsåldern på oboen som elev till Christian Frederik Barth. År 1845 anställdes han i Det Kongelige Kapel, och redan fem år senare intog han solistplatsen, vilken han innehade till 1895. Under upprepade resor i utlandet gjorde han sig gällande som oboevirtuos av förste rang. Han bedrev även omfattande verksamhet som musikpedagog. Tillsammans med Axel Waldemar Lanzky och Franz Neruda lade han grunden till kapellets soaréer för kammarmusik. Schiemann utgav även olika häften studier för oboe.

## Utmärkelser
- Riddare av Dannebrogorden,  1890[1]
- Dannebrogsmännens hederstecken,  1906[1]
- Professors namn,  1912[1]

[Redigera Wikidata]